# Renzo Testolin
Renzo Testolin (ur. 28 marca 1968 w Aoście) – włoski samorządowiec, od 2019 p.o. prezydenta Doliny Aosty.

## Życiorys
Pochodzi z Aymavilles. Kształcił się w zakresie księgowości, pracował jako doradca kredytowy. W 1995 po raz pierwszy został radnym rodzinnej miejscowości, od 2000 do 2010 był asesorem i wiceburmistrzem w jej władzach. Zasiadał też w radzie związku gmin Grand-Paradis. W 2013 po raz pierwszy uzyskał mandat w radzie regionu z listy Union Valdôtaine, obejmując stanowisko asesora ds. finansowych, budżetowych i partycypacji społecznej. W 2018 odnowił mandat, utrzymując fotel w zarządzie i zostając szefem frakcji UV. 16 grudnia 2019 tymczasowo przejął obowiązki prezydenta Doliny Aosty po rezygnacji Antonio Fossona, oskarżanego o współpracę z mafią. Objął też część obowiązków innych asesorów dotyczących m.in. handlu, budownictwa i rolnictwa.